# Titlu (cinematografie)
Titlul în cinematografie este un material scris care apare în film, fără a aparține acestuia.
Titlurile, în funcție de conținutul lor, pot fi:
1. Titlu principal, care indică denumirea filmului.
2. Titluri de generic, care indică identitatea realizatorilor, producătorilor și protagoniștilor filmului.
3. Titluri de sfârșit care cuprind toate titlurile plasate la sfârșitul filmului.

De asemeni în cadrul unei producții cinematografice mai întâlnim și alte feluri de titluri cum sunt titlu pe fond și titlu pe tambur.
Titlu pe fond, cunoscut și ca imagine de fond, este un titlu a cărui litere apar pe un fond care nu este neutru față de imagine, care imagine poate fi alb negru sau color.
Imaginea servește ca fundal pentru afișarea titlului și este nelimitată ca diversitate. Pot fi imagini statice gen fotografie, imagini dinamice din acțiunea filmului, imagini oprite în stop fotogramă. De asemeni varietatea fundalului este nelimitată folosindu-se imagini filmate în diverse maniere, imagini trucate într-o complexitate diversă, imagini convenționale obținute prin diverse mijloace grafice  sau procedee fizice.
Titlu pe tambur, este acel titlu care defilează pe câmpul imaginii proiectate în direcții diferite. Cel mai folosit este de obicei cel pe verticală, de jos în sus. Viteza de rulare este calculată astfel ca să se asigure o bună lizibilitate.
Tot aici trebuie amintit acel fel de titlu folosit în perioada filmului mut, cunoscut și sub denumirea de insert. Acesta era folosit pentru a puncta mai bine acțiunea filmului și a marca fiecare cadru (materialul filmat de la pornirea aparatului de filmat până la oprirea acestuia).

## Vezi și
- Insert
- Generic